# Vua Jerusalem
Vua Jerusalem (tiếng Ý: Re di Gerusalemme; tiếng La Tinh: Rex Hierosolymitanus ;tiếng Anh: King of Jerusalem; tiếng Tây Ban Nha: Rey de Jerusalén; tiếng Pháp: Roi de Jérusalem) là người cai trị tối cao của Vương quốc Jerusalem, một nhà nước Thập tự chinh được thành lập tại Jerusalem bởi các nhà lãnh đạo Giáo hội Latinh trong cuộc Thập tự chinh thứ nhất, khi thành phố này bị chinh phục vào năm 1099.
Godfrey xứ Bouillon, là người cai trị đầu tiên của Vương quốc Jerusalem, nhưng ông đã từ chối xưng vua mà thay vào đó là danh hiệu "Advocatus Sancti Sepulchri", có nghĩa là Người bênh vực hoặc Người bảo vệ Nhà thờ Mộ Thánh. Năm 1100, Baldwin I, người kế vị Godfrey, đã chính thức lên ngôi vua và trở thành nhà cai trị đầu tiên của Vương quốc Jerusalem. Quân thập tự chinh ở Jerusalem bị đánh bại vào năm 1187, nhưng Vương quốc Jerusalem của họ vẫn tồn tại, chuyển thủ đô đến Acre vào năm 1191. Quân thập tự chinh tái chiếm thành phố Jerusalem trong cuộc Thập tự chinh thứ sáu, trong thời gian 1229–1239 và 1241–1244.
Vương quốc Jerusalem cuối cùng đã bị giải thể với sự sụp đổ của kinh đô Acre và sự kết thúc của các cuộc Thập tự chinh ở Đất Thánh vào năm 1291.
Ngay cả sau khi các Quốc gia Thập tự chinh không còn tồn tại, tước hiệu "Vua của Jerusalem" vẫn được tuyên bố bởi một số vương tộc ở châu Âu như Nhà Lorraine cai trị Công quốc Lorraine và sau nắm giữ Quân chủ Habsburg và Đế quốc La Mã Thần thánh với tên gọi Vương tộc Habsburg-Lothringen; Nhà Savoia chủ sở hữu của Công quốc Savoia, Vương quốc Sardegna và sau là Vương quốc Ý; Nhà Bourbon Tây Ban Nha nắm giữ Đế chế Tây Ban Nha; Nhà Bourbon-Hai Sicilia nắm giữ Vương quốc Hai Sicilia. Tước hiệu Vua Jerusalem đã được hợp thức hoá bởi các vương tộc này thông qua việc khắc trên tiền đúc, điển hình như trên mặt sau của xu bạc 120 grana Ferdinando II của Hai Sicilie có khắc dòng chữ bằng tiếng La Tinh: "REGNI VTR. SIC. ET HIER." có nghĩa là "Vua của Hai Sicilia và Jerusalem". Hiện nay, các vị quân chủ của Vương quốc Tây Ban Nha vẫn còn giữ tước hiệu Vua của Jerusalem.

## Các vua Jerusalem (1099-1291)

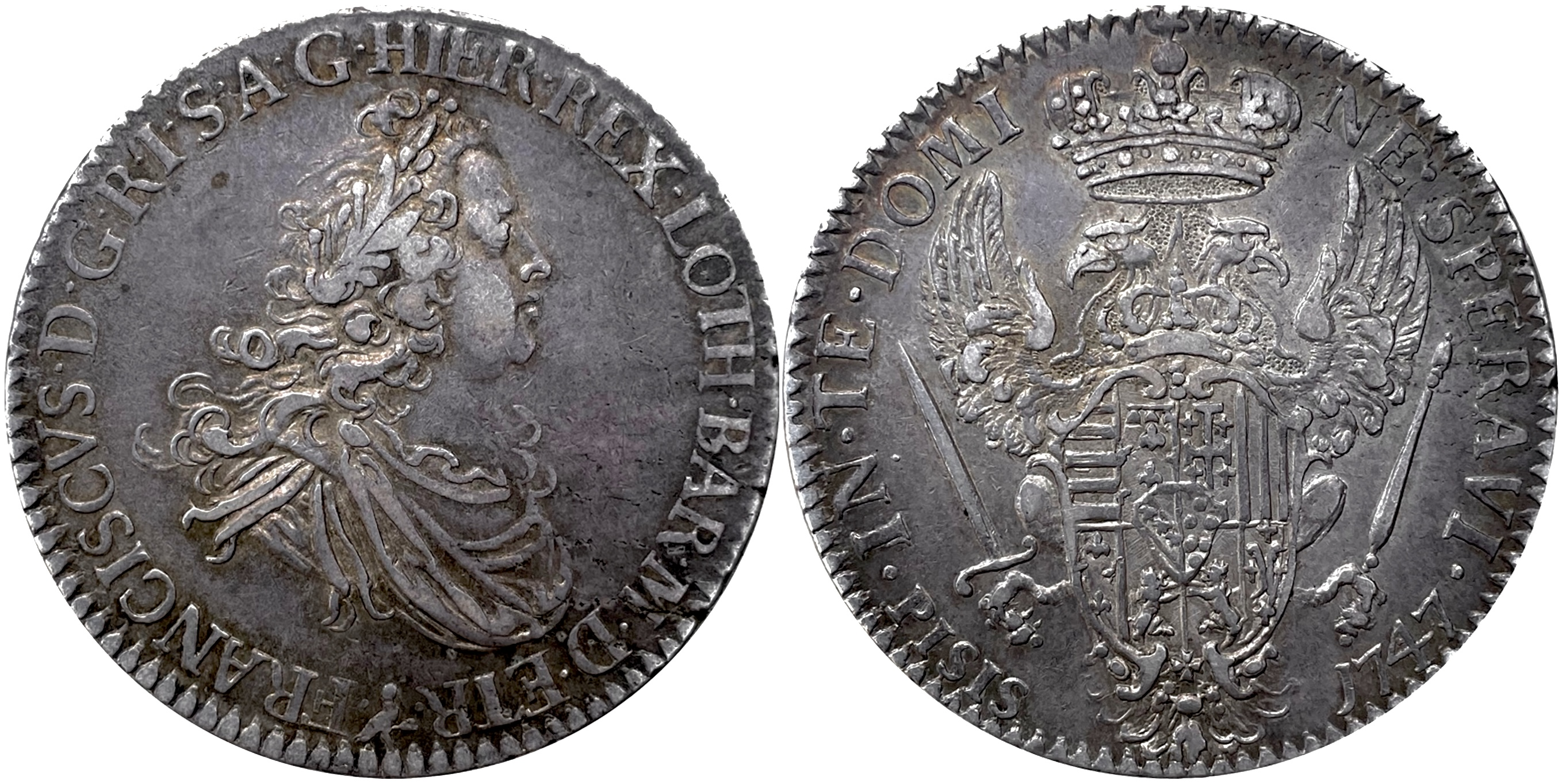
Xu bạc: 10 Paoli Francesco III của Tuscany, 1747. Mặt trước xu là dòng chữ bằng tiếng La Tinh: "FRANCISCVS·D·G·R·I·S·A·G·H·REX·LOT·BAR·M·D·ETR", có nghĩa là: "François I, Nhờ Ân điển của Chúa, Hoàng đế của người La Mã, Luôn luôn là Augustus, Vua của Đức và Jerusalem, Công tước của Lorraine và Bar, Đại công tước của Tuscany."

Vương quốc Jerusalem có nguồn gốc từ cuộc Thập tự chinh thứ nhất, khi các đề xuất quản lý thành phố như một Nhà nước Giáo hội bị từ chối. Năm 1099, Godfrey xứ Bouillon được bầu làm người cai trị La Tinh đầu tiên của Jerusalem và lên ngôi tại Nhà thờ Giáng Sinh ở Bethlehem. Ông lấy tước hiệu là Thân vương và Advocatus Sancti Sepulchri, có nghĩa là Người bảo vực Nhà thờ Mộ Thánh. Điều này có lẽ để đáp lại ý kiến rằng chỉ có Chúa Giê-su Christ mới có thể đội vương miện ở Jerusalem. Advocatus là một danh hiệu mà Godfrey đã quen thuộc vì thuật ngữ này được sử dụng nhiều ở những vùng đất khởi nguồn của Thập tự chinh; nó ám chỉ một giáo dân đã bảo vệ và quản lý các khu nhà của Giáo hội. Năm sau, Godfrey qua đời. Em trai của ông, Baldwin I là người đầu tiên sử dụng danh hiệu vua và là người đầu tiên được lên ngôi vua trong Nhà thờ Mộ Thánh ở Jerusalem.
Vương quyền của Jerusalem được tạo ra một phần là do tuyển cử và một phần là thế tập. Trong thời kỳ đỉnh cao của vương quốc vào giữa thế kỷ XII, có một gia đình hoàng gia và dòng dõi kế vị tương đối rõ ràng. Tuy nhiên, nhà vua đã được bầu ra, hoặc ít nhất là được công nhận bởi Hội đồng Haute. Ở đây, nhà vua được coi là Primus inter pares (đứng đầu trong số những người ngang hàng), và khi vắng mặt, nhiệm vụ của ông được thực hiện bởi nguyên lão.
Cung điện hoàng gia được xây dựng có mục đích được sử dụng từ những năm 1160 trở đi nằm ở phía Nam của thành cổ Jerusalem. Vương quốc Jerusalem đã giới thiệu các công trình kiến trúc thời phong kiến của Pháp đến Levant. Nhà vua đã đích thân nắm giữ một số thái ấp được tích hợp vào lãnh địa hoàng gia, thay đổi từ vua này sang vua khác. Nhà vua cũng chịu trách nhiệm dẫn dắt vương quốc trong các trận chiến, mặc dù nhiệm vụ này có thể được chuyển cho một tướng quân.
Trong khi một số quốc gia châu Âu đương thời đang hướng tới các chế độ quân chủ tập trung, vua của Jerusalem liên tục mất quyền lực trước những nam tước mạnh nhất của mình. Điều này một phần là do nhiều vị vua của Jerusalem lên ngôi quá trẻ và phải trao quyền nhiếp chính từ hàng ngũ quý tộc.
Sau khi Jerusalem thất thủ vào năm 1187, thủ đô của vương quốc được chuyển đến Acre, nơi nó vẫn tồn tại cho đến năm 1291, mặc dù lễ đăng quang diễn ra ở Tyre (một thành phố ở miền Nam Lebanon ngày nay).
Trong thời kỳ này, vương quyền thường chỉ là một lãnh địa trên danh nghĩa, được nắm giữ bởi một nhà cai trị châu Âu, người chưa bao giờ thực sự sống ở Acre. Khi Conrad III làm vua và sống ở miền Nam nước Đức, người em họ thứ hai của cha ông, Hugh xứ Brienne, đã tuyên bố quyền nhiếp chính của Vương quốc Jerusalem và gián tiếp giữ vị trí của ông trong sự kế vị. Tuyên bố được đưa ra vào năm 1264 với tư cách là hậu duệ cao cấp và là người thừa kế hợp pháp của Alice xứ Champagne, con gái thứ hai của Nữ hoàng Isabella I, Hugh là con trai của con gái lớn của họ. Nhưng đã được thông qua bởi Hội đồng Haute ủng hộ người anh em họ của mình, Hugh xứ Antioch, tương lai là Hugh III của Síp và Hugh I của Jerusalem.
Sau khi Conrad III bị hành quyết bởi Charles I của Sicily vào năm 1268, vương quyền được nắm giữ bởi gia tộc Lusignan, những người đồng thời là vua của Síp. Tuy nhiên, Charles I của Sicily đã mua quyền của một trong những người thừa kế của vương quốc vào năm 1277.
Trong năm đó, ông đã cử Roger xứ Sanseverino đến phương Đông với tư cách là Thừa phát lại cho mình. Roger đã bắt đến Acre và nhận được sự tôn kính bắt buộc từ các nam tước. Roger được triệu hồi vào năm 1282 do sự kiện Kinh chiều Sicilia và để Odo Poilechien ở lại vị trí của mình để cai trị. Nguồn lực và quyền hạn của ông là rất ít, và ông đã bị Henry II của Síp đuổi khỏi Síp khi ông từ Síp đến để đăng quang với tư cách là Vua của Jerusalem.
Acre bị Mamluk chiếm năm 1291, loại bỏ sự hiện diện của quân thập tự chinh trên đất liền.

### Nhà Boulogne (1099–1118)
| Quân chủ            | Ảnh | Sinh                                                                                   | Vợ | Mất                                     |
| ------------------- | --- | -------------------------------------------------------------------------------------- | --- | --------------------------------------- |
| Godfrey 1099–1100   |     | c. 1060 Flanders con trai của Eustace II, Bá tước xứ Boulogne và Ida xứ Lorraine       | Không có vợ                                                                                            | 18/07/1100 Jerusalem khoảng 40 tuổi     |
| Baldwin I 1100–1118 |     | c. 1058 Lorraine, Pháp con trai của Eustace II, Bá tước xứ Boulogne và Ida xứ Lorraine | Godehilde de Toeni không có con Arda xứ Armenia 1097 không có con Adelaide del Vasto 1112 không có con | 02/04/1118 Arish, Ai Cập khoảng 60 tuổi |

### Nhà Rethel (1118–1153)
| Quân chủ                                                                  | Ảnh | Sinh                                                                       | Vợ                                             | Mất                          |
| ------------------------------------------------------------------------- | --- | -------------------------------------------------------------------------- | ---------------------------------------------- | ---------------------------- |
| Baldwin II 1118–1131                                                      |     | 1075 Pháp con trai của Hugh I, Bá tước xứ Rethel và Melisende xứ Montlhéry | Morphia xứ Melitene 1101 4 người con           | 21/08/1131 Jerusalem         |
| Melisende 1131–1153 với Fulk cho đến năm 1143 với Baldwin III từ năm 1143 |     | 1105 Jerusalem con gái của Vua Baldwin II và Morphia xứ Melitene           | Fulk V, Bá tước xứ Anjou 02/06/1129 2 con trai | 11/09/1161 Jerusalem 56 tuổi |

## Nhà Anjou (1153-1205)

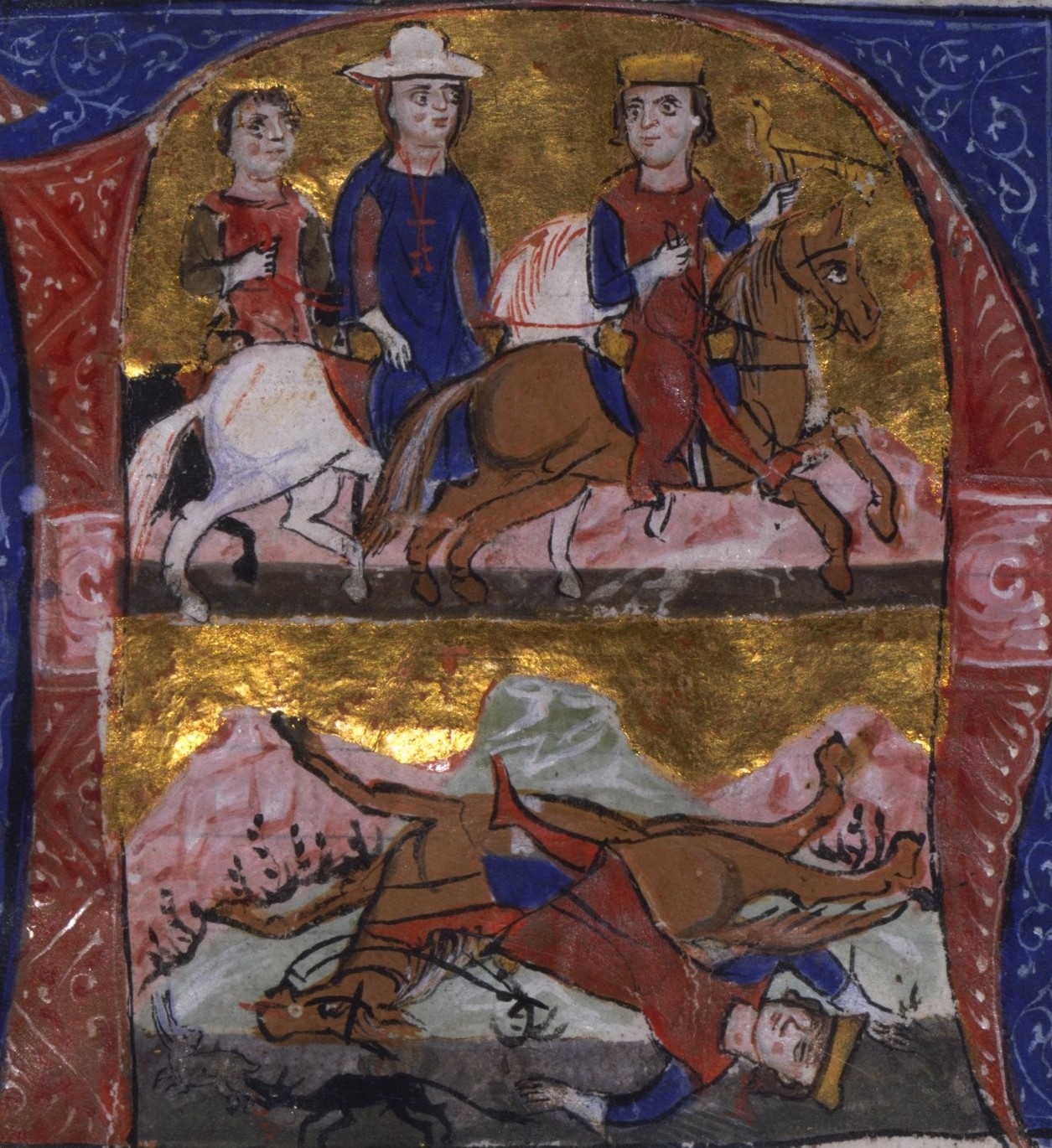
Cái chết của Fulk, như được mô tả trong MS of William xứ Tyre's, Historia và Old French Continuation, được vẽ ở Acre, 13C.

Năm 1127 Fulk V, Bá tước xứ Anjou nhận được một sứ quán từ Vua Baldwin II của Jerusalem. Baldwin II không có người thừa kế nam nào, nhưng đã chỉ định con gái của mình là Melisende kế vị ông. Baldwin II muốn bảo vệ quyền thừa kế của con gái mình bằng cách gả cô cho một lãnh chúa quyền lực. Fulk là một quân thập tự chinh giàu có và là chỉ huy quân sự giàu kinh nghiệm, đồng thời đã góa vợ. Kinh nghiệm của anh ấy trong lĩnh vực này sẽ chứng tỏ là vô giá trong tình trạng biên cương Vương quốc Jerusalem luôn trong vòng vây của chiến tranh.
Tuy nhiên, Fulk đạt được quyền lực tốt hơn so với vị thế của một vương tế; ông ấy muốn trở thành vua đồng cai trị với Melisende. Baldwin II, phản ánh về tài sản và chiến công quân sự của Fulk, đã đồng ý. Fulk sau đó từ bỏ tước vị của mình cho con trai Geoffroy và trở thành Vua của Jerusalem, nơi ông kết hôn với Melisende vào ngày 2 tháng 6 năm 1129. Sau đó Baldwin II củng cố vị trí của Melisende trong vương quốc bằng cách cho Fulk, Baldwin III, sinh ra người giám hộ duy nhất, vào năm 1130.
Fulk và Melisende trở thành đồng cai trị Jerusalem vào năm 1131, sau cái chết của Baldwin II. Ngay từ đầu, Fulk đã nắm quyền kiểm soát duy nhất đối với chính phủ, loại trừ Melisende ra khỏi quyền lực. Ông ưu ái những người đồng hương từ Anjou đến giới quý tộc bản địa. Các quốc gia thập tự chinh khác ở phía Bắc lo sợ rằng Fulk sẽ cố gắng áp đặt quyền thống trị của Jerusalem đối với họ, như Baldwin II đã làm; nhưng vì Fulk kém quyền lực hơn nhiều so với người cha vợ đã khuất của mình nên các nhà nước phía Bắc đã từ chối công nhận quyền lực của ông.
Ở Jerusalem cũng vậy, Fulk phẫn nộ với thế hệ thứ hai của những người theo đạo Cơ đốc ở Jerusalem, những người đã lớn lên ở đó kể từ cuộc Thập tự chinh thứ nhất. Những "người bản địa" này tập trung vào anh họ của Melisende, Hugh II Le Puiset, Bá tước xứ Jaffa, người hết lòng trung thành với Nữ vương. Fulk coi Hugh là đối thủ, và vào năm 1134, để vu khống Hugh, ông đã buộc tội anh ta ngoại tình với Melisende. Hugh nổi dậy để phản đối và tự bảo vệ mình, liên minh với những người Hồi giáo ở Ascalon. Anh ta đã có thể đánh bại đội quân do Fulk, nhưng tình hình này không thể giữ vững. Giáo chủ xứ Jerusalem đã can thiệp vào cuộc xung đột, có lẽ theo lệnh của Melisende. Fulk đồng ý hoà giải và Hugh bị trục xuất khỏi vương quốc trong ba năm, một bản án khoan hồng.
Tuy nhiên, một vụ ám sát đã được thực hiện nhằm vào Hugh. Fulk, hoặc những người ủng hộ ông, thường được cho là phải chịu trách nhiệm, mặc dù bằng chứng trực tiếp chưa bao giờ xuất hiện. Vụ bê bối là tất cả những gì cần thiết để bè đảng của nữ vương tiếp quản chính phủ dẫn đến một cuộc đảo chính trong cung điện. Tác giả và nhà sử học Bernard Hamilton đã viết rằng những người ủng hộ Fulk ""đã đi vào nỗi kinh hoàng của cuộc sống của họ" trong cung điện. Tác giả và nhà sử học đương thời William xứ Tyre đã viết về Fulk "ông ấy không bao giờ cố gắng chủ động, ngay cả trong những vấn đề nhỏ nhặt, mà không có sự đồng ý của (Melisende)". Kết quả là Melisende nắm quyền kiểm soát trực tiếp đối với chính phủ từ năm 1136 trở đi. Khoảng trước năm 1136, Fulk hòa giải với vợ và cậu con trai thứ hai, Amalric chào đời.
Năm 1143, trong khi nhà vua và hoàng hậu đi nghỉ ở Acre, Fulk bị giết trong một vụ tai nạn săn bắn. Con ngựa của anh ta loạng choạng, ngã xuống và hộp sọ của Fulk bị yên ngựa nghiền nát, "và não của anh ta phun ra từ cả hai tai và lỗ mũi", như William xứ Tyre mô tả. Fulk được đưa trở lại Acre, nơi ông nằm bất tỉnh trong ba ngày trước khi chết. Ông được chôn cất tại Nhà thờ Mộ Thánh ở Jerusalem. Mặc dù cuộc hôn nhân của họ bắt đầu bởi sự xung đột, nhưng Melisende đã thương tiếc cho Fulk một cách riêng tư cũng như công khai. Fulk được thừa kế bởi con trai Geoffrey xứ Anjou (với người vợ đầu tiên của ông), và Baldwin III và Amalric I với Melisende.